# 703 (numero)
Settecentotré (703) è il numero naturale dopo il 702 e prima del 704.

## Proprietà matematiche
- È un numero dispari.
- È un numero composto con 4 divisori: 1, 19, 37, 703. Poiché la somma dei suoi divisori (escluso il numero stesso) è 57 < 703 è un numero difettivo.
- È un numero semiprimo.
- È un numero triangolare.
- È un numero esagonale.
- È un numero ennagonale centrato.
- È un numero di Kaprekar.
- È un numero congruente.
- È un numero palindromo nel sistema di numerazione posizionale a base 14 (383), in quello a base 26 (111) e in quello a base 36 (JJ). In queste due ultime basi è altresì un numero a cifra ripetuta.
- È parte delle terne pitagoriche (450, 544, 706), (706, 124608, 124610).
- È un numero colombiano nel sistema numerico decimale.
- È un numero malvagio.

## Astronomia
- 703 Noëmi è un asteroide della fascia principale del sistema solare.
- NGC 703 è una galassia lenticolare della costellazione di Andromeda.

## Astronautica
- Cosmos 703 è un satellite artificiale russo.